# Ghiacciaio Palilula
Il ghiacciaio Palilula è un ghiacciaio lungo 4,0 km e largo 1,1, situato sull'isola Brabant, una delle isole dell'arcipelago Palmer, al largo della costa nord-occidentale della Terra di Graham, in Antartide. In particolare, il ghiacciaio, che si trova a nord-ovest del ghiacciaio Gorichane e a sud del ghiacciaio Ralitsa, fluisce verso sud-sudovest a partire dal versante sud-occidentale del monte Rokitansky, nei monti Stribog, fino a entrare nella baia di Lanusse, tra punta Driencourt, a est, e punta Baykal, a nord-ovest.

## Storia
Il ghiacciaio Palilula è stato così battezzato dalla Commissione bulgara per i toponimi antartici in onore del villaggio di Palilula, nella Bulgaria nord-occidentale.